# Вайомінг (округ, Пенсільванія)
Шаблон:StateAbbr_ 41°31′ пн. ш. 76°01′ зх. д. / 41.52° пн. ш. 76.02° зх. д.
Округ Вайомінг (англ. Wyoming County) — округ (графство) у штаті Пенсільванія, США. Ідентифікатор округу 42131.

## Історія
Округ утворений 1842 року.

## Демографія
За даними перепису
2000 року
загальне населення округу становило 28080 осіб, зокрема міського населення було 4227, а сільського — 23853.
Серед мешканців округу чоловіків було 13939, а жінок — 14141. В окрузі було 10762 домогосподарства, 7704 родин, які мешкали в 12713 будинках.
Середній розмір родини становив 3,02.
Віковий розподіл населення поданий у таблиці:
| Стать    | До 15 років | 15-21 | 22-29 | 30-39 | 40-49 | 50-65 | 65-85 | Понад 85 |
| -------- | ----------- | ----- | ----- | ----- | ----- | ----- | ----- | -------- |
| Чоловіки | 3011        | 1465  | 1252  | 1944  | 2213  | 2527  | 1411  | 116      |
| Жінки    | 2765        | 1366  | 1222  | 2002  | 2209  | 2387  | 1877  | 313      |

## Суміжні округи
- Сасквегенна — північ
- Лекаванна — схід
- Лузерн — південь
- Саллікан — захід
- Бредфорд — північний захід

## Виноски
1. ↑  U.S. Decennial Census. United States Census Bureau. Архів оригіналу за 26 квітня 2015. Процитовано 11 березня 2015.
2. ↑  Historical Census Browser. University of Virginia Library. Архів оригіналу за 11 серпня 2012. Процитовано 11 березня 2015.
3. ↑  Forstall, Richard L., ред. (24 березня 1995). Population of Counties by Decennial Census: 1900 to 1990. United States Census Bureau. Архів оригіналу за 20 березня 2015. Процитовано 11 березня 2015.
4. ↑  Census 2000 PHC-T-4. Ranking Tables for Counties: 1990 and 2000 (PDF). United States Census Bureau. 2 квітня 2001. Архів (PDF) оригіналу за 18 грудня 2014. Процитовано 11 березня 2015.
5. ↑  State & County QuickFacts. United States Census Bureau. Архів оригіналу за 6 червня 2011. Процитовано 22 листопада 2013.(англ.) Наведено за англійською вікіпедією.
6. ↑  American FactFinder. Бюро перепису населення США. Архів оригіналу за 26 лютого 2012. Процитовано 31 січня 2008.

| США | Це незавершена стаття з географії США. Ви можете допомогти проєкту, виправивши або дописавши її. |